# Tunnel van Chantoir
De tunnel van Chantoir is een spoortunnel in de gemeente Dison. De tunnel heeft een lengte van 169 meter. De dubbelsporige spoorlijn 37 gaat door de tunnel. De tunnel is volledig overdekt met bos.